# 大阪府豊能府民センター

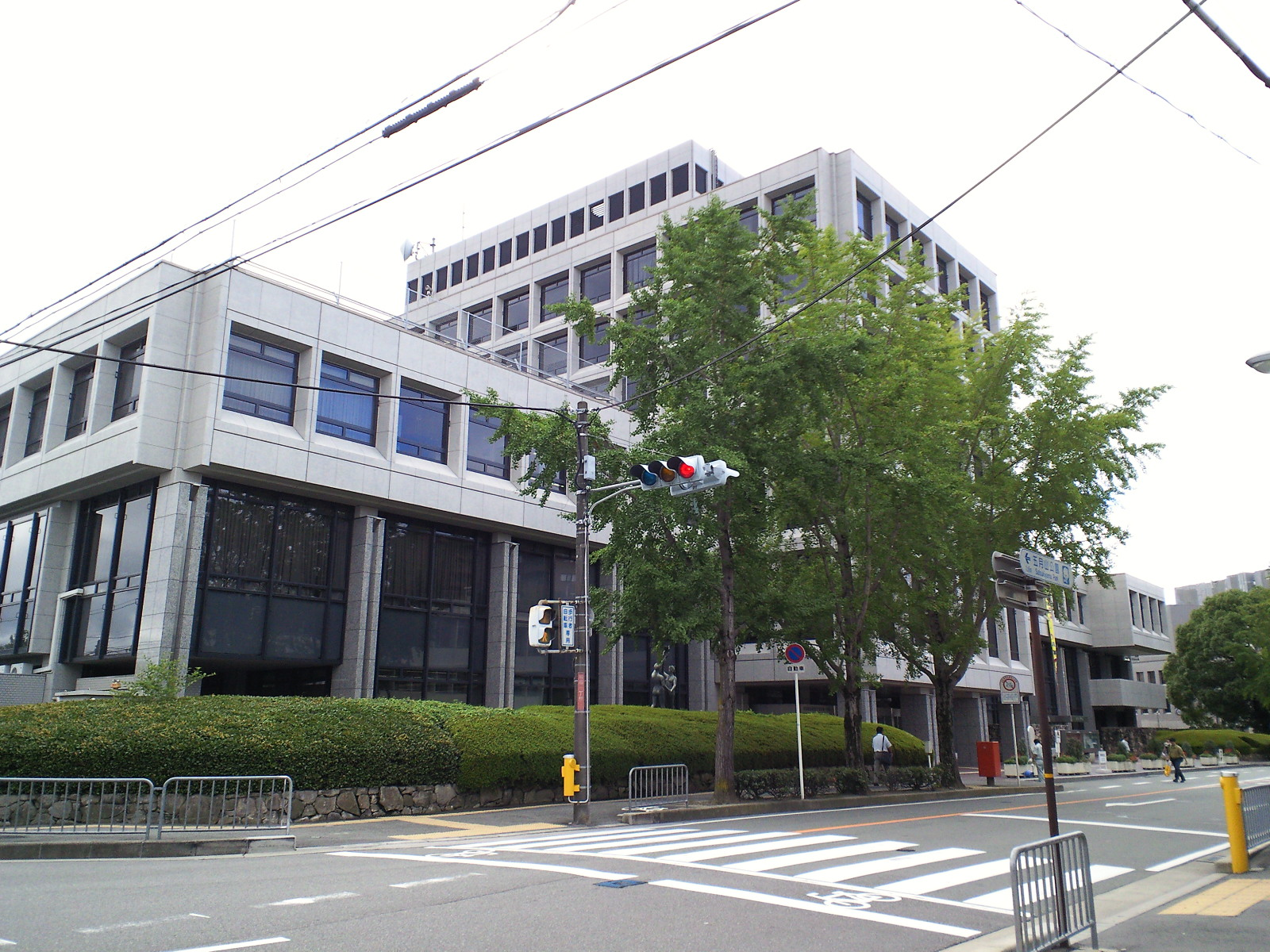
大阪府豊能府民センター

大阪府豊能府民センター（おおさかふとよのふみんセンター）は、大阪府池田市城南1丁目1-1に所在する、大阪府の行政施設。池田市役所との合同庁舎となっている。

## 概要
- 窓口業務など地域ごとに行ったほうが効率のよい業務を担当する出先機関が入居している。

### 入居する主な出先機関
- 豊能府税事務所
- 池田土木事務所
  - 他に大阪府土地開発公社池田支所も入居している。

### 入居しない出先機関
- 池田子ども家庭センター - 池田市満寿美町9-17に所在
- 池田保健所 - 池田市満寿美町3-19に所在

## 管轄市町村
- 大阪府豊能地域にあたる下記の3市2町。
  - 豊中市
  - 池田市
  - 箕面市
  - 能勢町
  - 豊能町